# 准噶尔蓼
准噶尔蓼（学名：Polygonum songaricum）为蓼科蓼属下的一个种。

## 扩展阅读
維基物種上的相關：准噶尔蓼